# موقع ويب شخصي

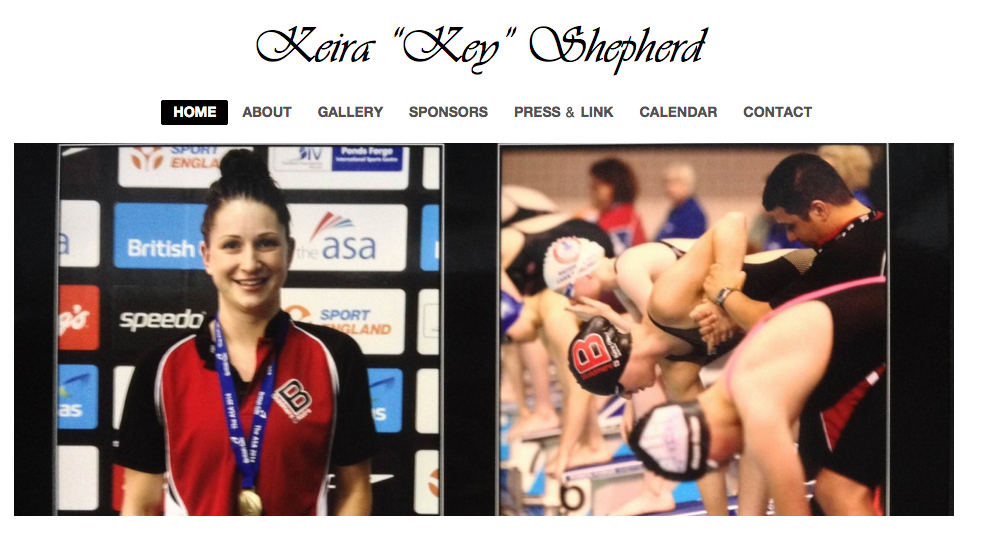

موقع ويب شخصي هو نوع من مواقع الويب، يتكلف بإنشائه وإثرائه شخص واحد في أغلب الأحيان.
غالبًا ما يكون غرض المواقع الشخصية هو التعريف بالنفس والرغبة في كسب أصدقاء جدد، أيضا يتخد سبيلًا لعرض الأفكار وإنشاء حوارات مع الزوار، وقد يتعدى الأمر ذلك كأن يُتخد وسيلة أو واسطة للإشهار أو مكانا للبيع والشراء
غالبا ما يلجأ أصحاب المواقع الشخصية للاستضافات المجانية البسيطة التي تعطي مساحة صغيرة بعض الشيء وخدمات أخرى قد تكون مهمة كخادم مزود بي إتش بي وقاعدة بيانات لكن في المقابل تفرض إعلاناتها لكي تستطيع سد النفقات وتطوير الخدمات. وهناك طرق أخرى كأن يوضع الموقع في حاسوب شخصي يؤدي دور الخادم ويكون مزود بخدمة إنترنت ممتازة.
المواقع تنشأ بلغة html لكن أغلب الناس تتبتعد عن تلك التعقيدات وتختار إنشاء مدونة مجهز بكامل التقنيات والمعدات الضرورية. خدمة blogger مثلا.

## مواقع النخبة المثقفة
الأشخاص الآكاديميون (و بخاصة على مستوى الجامعات) غالبا ما يتم إعطاؤهم مساحات لغرض إنشاء وتخزين صفحات ويب شخصية، من طرف رؤساء العمل.